# Arrondissement de la Bergstraße
L’arrondissement de la Bergstraße (Landkreis Bergstraße en allemand) est un arrondissement allemand de Hesse, situé dans le district de Darmstadt. Son chef-lieu est Heppenheim.

## Villes et communes
(nombre d'habitants au 31/12/2023)
| Villes (Städte) - 1. Bensheim (41 580) - 2. Bürstadt (17 663) - 3. Heppenheim (Bergstraße) (27 919) - 4. Hirschhorn (Neckar) (3 452) - 5. Lampertheim (32 307) - 6. Lindenfels (5 276) - 7. Lorsch (14 355) - 8. Neckarsteinach (3 884) - 9. Viernheim (34 172) - 10. Zwingenberg (7 264) Secteur non constitué en municipalité (Gemeindefreies Gebiet) - 1. Michelbuch (La population résidente appartient à la ville de Neckarsteinach) | Communes (Gemeinden) - 1. Abtsteinach (siège : Ober-Abtsteinach) (2 427) - 2. Biblis (8 949) - 3. Birkenau (9 592) - 4. Einhausen (6 512) - 5. Fürth (10 865) - 6. Gorxheimertal (siège : Unterflockenbach) (4 139) - 7. Grasellenbach (siège : Hammelbach) (4 035) - 8. Groß-Rohrheim (3 597) - 9. Lautertal (Odenwald) (siège : Reichenbach) (6 937) - 10. Mörlenbach (10 274) - 11. Rimbach (8 708) - 12. Wald-Michelbach (10 557) |